# Северная сторона (телесериал)
«Северная сторона» (англ. Northern Exposure) — американский комедийно-драматический телесериал, созданный Джошуа Брэндом и Джоном Фолси, и транслировавшийся на телеканале CBS с 12 июля 1990 по 26 июля 1995 года.

## Обзор

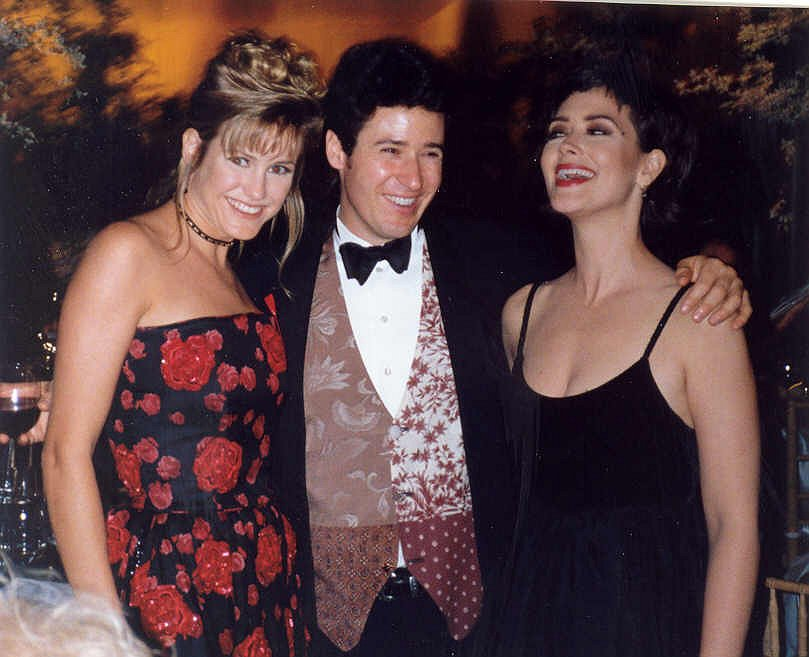
Синтия Гири, Роб Морроу и Джанин Тёрнер в 1993 году на премии «Эмми».

Шоу было хорошо принято критиками. В 1991—92 годах проект получил подряд несколько наград «Пибоди» за юмористическое и поэтическое изображение культурных различий между нью-йоркским врачом и населением выдуманного города Сисели (англ. Cicely) на Аляске; а также за истории о разных людях, населяющих городок — у всех своё прошлое и свой жизненный опыт, но они пытаются понять и принять то, что все они разные, и жить в мире и согласии.
За пять лет существования на ТВ сериал получил более 80 наград и номинаций, включая премию «Эмми за Лучший драматический сериал» в 1992 году, и «Золотой глобус» в 1992 и 1993 годах в аналогичной категории. В общей сложности сериал выиграл семь премий «Эмми». Валери Махаффей — единственная из актеров сериала, которая выиграла «Эмми» за свою работу в шоу.

## История трансляции
Сериал начали транслировать в середине телесезона, летом 1990 года, на канале CBS.
По замыслу создателей, события сериала должны разворачиваться в маленьком изолированном городе, окружённом дикой природой Аляски. Таковым является Талкитна — маленький аляскинский город с населением меньше 1000 человек, который и стал прообразом Сисели.
Из-за высокой стоимости съёмок на Аляске сериал решено было снимать в городке Рослин (Roslyn) (штат Вашингтон) с населением менее 1000 человек. Продюсеров привлекли живописная горная местность и местоположение Рослин (находится недалеко от Сиэтла).
Лося по имени Морт (Mort), который появляется в начальных титрах сериала, для съёмок предоставил Университет штата Вашингтон, где он вместе с другими лосями содержался в неволе.
Для съёмок видеосопровождения начальных титров сериала команда обнесла забором городок Рослин. Лося запустили в обнесенную забором территорию, и с помощью приманки из еды заставляли его передвигаться в нужном для сценария направлении.
До 1994 года сериал входил в десятку самых популярных сериалов среди населения в возрастной группе от 18 до 49 лет.
Главный герой — доктор Джоэль Флейшман (Роб Морроу). Создатели сериала задумали доктора Флейшмана как героя, в котором воплощены особенности поведения горожанина, живущего за пределами Аляски, в одном из континентальных штатов.
Сюжетная линия Флейшмана состоит в том, что Джоэлю трудно приспособиться к жизни на Аляске. Находясь в Сисели, он чувствует себя «не в своей тарелке», так как вырван из привычной среды обитания. Он — житель Нью-Йорка, привыкший особенным образом бороться за выживание в условиях густонаселенного мегаполиса (Джоэль отгораживается от остальных жителей; если кто-то делает нечто хорошее для него, он тут же подозревает их в злом умысле против себя, и т.д.). Но жизнь в Сисели вносит свои коррективы в поведение доктора, и он меняется (может сесть на лавочку и поговорить с местным жителем о том, что если выложить фольгой внутреннюю часть ботинок, то ногам будет теплее, и при этом щёлкать семечки), хотя он противится этим изменениям, так как мыслит себя исключительно жителем большого города.
Джоэль привык к жизни в большом городе, и ему сложно настроиться на ритм жизни и обычаи маленького провинциального городка. Также периодически зрителю показывают сложные романтические отношения с Мэгги О’Коннэл (Джанин Тёрнер), и зритель из серии в серию гадает, получится ли у них построить серьёзные отношения.
Кроме сюжетной линии главного героя в сериале уделялось значительное внимание разработке историй второстепенных персонажей, таких как: Крис Стивенс (Джон Корбетт), Эд Чиглиак (Darren E. Burrows), Холлинг Винкур (Джон Каллум), Шелли Тамбо (Синтия Гири), Морис Минифилд (Barry Corbin) и Рут-Эн Миллер (Peg Phillips). Также в сериале периодически появлялись знаток кулинарии Адам (Adam Arkin) и его жена Ева (Валери Махаффей), офицер полиции Барбара Семански (Diane Delano) и брат Криса Бернард Стивенс (Richard Cummings Jr.).
В 4-м и 5-м сезонах сериала представители Роба Морроу пытались добиться улучшения условий контракта и поставили ультиматум: либо вновь заявленные условия будут выполнены, либо актёр покидает шоу. В ответ на ультиматум продюсеры сократили появление Флейшмана, и, для того чтобы частично компенсировать отсутствие Морроу в роли врача, добавили в сюжетную линию двух новых героев — в 4-м сезоне — Майка Монро (Энтони Эдвардс) и доктора Филипа Капра в 6-м сезоне.

## Актёрский состав и персонажи
- Роб Морроу — Джоэль Флейшман (Joel Fleischman) — выступал в главной роли в большинстве серий, но в середине последнего сезона покинул шоу. Джоэль — еврейский врач общей практики родом из Нью-Йорка; выпускник медицинского факультета Колумбийского университета. Он вынужден работать врачом общей практики в маленьком отдалённом городке Сисели (штат Аляска), чтобы выполнить обязательства по контракту, который он заключил со штатом Аляска с целью получения денежного займа для обучения на медицинском факультете. В условиях контракта также было сказано, что в обмен на предоставление займа Джоэль обязан будет работать там 5 лет.
- Барри Корбин (Barry Corbin) в роли Мориса Миннифилда (Maurice Minnifield).

Барри играет роль успешного бизнесмена и известного на всю страну бывшего астронавта. Морис владеет местной радиостанцией KBHR 570 AM и газетой. Также ему принадлежит 15 000 акров (61 км2) земли, которую он надеется застроить.
Минифилд мечтает о том, чтобы превратить маленький Сисели в аналог Французской ривьеры. Для этого Минифилд оплачивает обучение Джоэля, чтобы впоследствии он работал в одном из его, планируемых к постройке, первоклассном отеле.
- Джанин Тёрнер в роли Мэгги О’Коннелл (Maggie O’Connell).

Мэгги О’Коннелл — частный пилот, у неё свой бизнес по перевозке пассажиров на дальние расстояния, или как она сама его называет — «воздушное такси». Мэгги оказывается втянутой в неоднозначные отношения с Джоэлем. Напряжение, возникшее между ними, и их абсолютно противоположные взгляды на жизнь являются постоянным источником конфликтов.
- Джон Каллум (John Cullum) в роли Холлинга Винкура (Holling Vincoeur).

Холлинг Винкур — пожилой мужчина 63 лет, владелец кафе-бара «Кирпич» (the Brick).
Холлинга и Мориса связывает крепкая давняя дружба.
Однако их отношения обострились, когда они оба полюбили Шелли Тамбо — девушку намного моложе каждого из них.
- Синтия Гири (Cynthia Geary) в роли Шелли Тамбо (Shelly Tambo).

Героиня Синтии — Шелли работает официанткой в кафе-баре «Брик». Она живёт вместе с Холлингом в квартире над баром.
Шелли появилась в городе благодаря Морису, который привез её в надежде на то, что она станет его женой. Изначально героиня Синтии была коренной американкой, но когда девушка пришла на пробы, было решено сделать Шелли уроженкой Канады.
- Джон Корбетт в роли Криса Стивенса (Chris Stivens).

Крис Стивенс — в прошлом преступник, работает диск-жокеем на радиостанции Мориса. Крис обладает философским видением мира. В каждом событии он видит некий глубинный смысл, ищет в нём философский подтекст. В перерывах между песнями он комментирует каждое событие, которое происходит в Сисели с философской точки зрения, а также читает в прямом эфире произведения Льва Толстого, Вильяма Шекспира, Карла Юнга и др.
- Даррен Берроуз (Darren E. Burrows) в роли Эда Чиглиака (Ed Chigliak).

Эд — молодой человек с кротким нравом, по происхождению наполовину индеец, воспитан одним из индейскийх племен Аляски. Эд работает на Мориса, выполняя его различные поручения: доставка газет, посадка деревьев в саду Минифилда и прочее. Также Эд подрабатывает в местном универсаме. Он страстный поклонник кинематографа, и надеется когда-нибудь стать режиссёром.
- Пэг Филипс (Peg Phillips) в роли Рут-Энн Миллер (Ruth-Anne Miller).

Рут-Энн Миллер — доброжелательная участливая пожилая дама 72-х лет, владелица универсама. На протяжении 30 лет живёт в Сисели. Рут-Энн — вдова. Вела одинокий образ жизни до событий 5-го сезона, когда вступила в отношения с Уолтом Купфером (Walt Kupfer), одиноким охотником (добывает мех), который до пенсионного возраста работал биржевым брокером.
- Элейн Майлз (Elaine Miles) в роли Мэрилин Вирлвинд (Marilyn Whirlwind).

Мэрилин — потомок коренного населения — индейцев, работает администратором в офисе доктора Флейшмэна.
Её тихое и молчаливое поведение сильно контрастирует с болтливостью и энергичной пробивной натурой её работодателя.
В последнем сезоне в сериал были введены два новых героя:
- Пол Прованза (Paul Provenza) в роли Филипа Капра (Phil Capra) — был нанят на должность врача-терапевта после того, как Джоэль ударяется в дикую жизнь.
- Тэри Поло (Teri Polo) в роли Мишэль Шовдовски Капра (Michelle Schowdowski Capra) — жена Филипа. Работает журналистом в газете Мориса.

В сериале также принимали участие:
- Apesanahkwat в роли Лестера Хайнса (Lester Haines) — потомственного миллионера;
- Энтони Эдвардс в роли Майка Монро (Mike Monroe) — из-за аллергии на все плоды индустриального общества посвятил свою жизнь защите окружающей среды;
- Джеймс Данн (James L. Dunn) в роли Хейдэна Кейса (Hayden Keyes) бывшего заключённого;
- Уиллиам Уайт (William J. White) в роли повара Дэйва (служащий кафе-бара Брик);
- Грэм Грин в роли Леонарда, местного шамана-целителя;
- Адам Аркин в роли маэстро от кулинарии Адама;
- Валери Махаффи в роли Евы — жены Адама, страдающей ипохондрией;
- Джек Блэк — в 5 серии 5 сезона в качестве ученика школы, пригласившего на выпускной Мэгги О’Коннэл;
- Питер Богданович — 7 серия 5 сезона - режиссёр, приглашённый Морисом для организации кинофестиваля.